# هارولد دبليو كوهن
هارولد دبليو كوهن (بالإنجليزية: Harold W. Kuhn)‏ (ولد 1925 – 2014 م) هو رياضياتي، وكاتب، وأستاذ جامعي، واقتصادي أمريكي، ولد في سانتا مونيكا، كاليفورنيا، وكان عضوًا في الأكاديمية الأمريكية للفنون والعلوم، توفي في نيويورك، عن عمر يناهز 89 عاماً.

## التعليم
تعلم في معهد كاليفورنيا للتقنية، ليتخرج منه في عام 1947، ثم حصل على درجة الماجيستير في عام 1948 ودرجة الدكتوراه في عام 1950 من جامعة برينستون.

## المسار المهني
بقي هارولد كوهن بجامعة برينستون كمعلم وباحث لمدة 37 عامًا حتى تقاعده سنة 1995.
إلى جانب أشهر إنجازاته، وهي شروط كاروش-كوهن-تاكر والخوارزمية المجرية، ساهم بشكل وفير في تحسين نظرية الألعاب حيث ألقى محاضرات وألّف ما لا يقل عن ستة كتب والعديد من المقالات العلمية

## شروط كاروش-كوهن-تاكر
وضع هارولد كوهن سنة 1951 عقب بحث مشترك مع ألبرت وليم تاكر الأسس النظرية للبرمجة اللا خطية في ما يعرف تحت تسمية شروط كاروش-كوهن-تاكر ومن خلال نفس العمل رسّخت الازدواجية كمبدأ أساسي في البرمجة الخطية واللا خطية. يقول هارولد كوهن:
"عقد تاكر [في 3 أكثوبر 1947] اجتماعا مع جورج دانتزغ بشأن موضوع البرمجة الخطية الجديد. أتى دانتزغ إلى برينستون لأخذ رأي جون فون نيومان حول بحثه. أوضح دانتزغ إلى تاكر العناصر الأساسية للبرمجة الخطية ورأي فون نيومان أنّ لها علاقة وثيقة بنظرية الألعاب. تاكر من جهته كان يعتقد أنه لابدّ أن يكون هناك تقارب بين مشكلة النقل ونظرية الشبكات الكهربائية لكيرشهوف."
ثم يواصل
"أثناء سنة تفرّغ علمي بجامعة ستانفورد في خريف عام 1949، رجع تاكر مجددا إلى السؤال: ما هي العلاقات بين البرمجة الخطية ونظرية الشبكات الكهربائية حسب نموذج كيرشهوف وماكسويل ؟ فبعث رسالة إليّ وإلى غايل يطلب فيها أن ننضمّ إليه لتحرير منشور عن البرمجة التربيعية من شأنه تمديد ازدواجية البرمجة الخطية. غايل رفض وأنا قبلت. عندما يتمّ تعميم الدالة الخطية والقيود الخطية إلى دالة لا خطية وقيود لا خطية، تتبين بصفة عجيبة إلى حدّ ما كشروط لازمة لأمثل محلي، وجود مضاعفات لاغرانج معممة تلبي شروط هي ”ازدواجية” للقيود الأصلية. إنها تسمى "شروط كوهن-تاكر" وهي أساس جلّ خوارزميات حلّ البرامج اللا خطية."

## الإسهام في تخصصالإمثال التوافقي
وضع هارولد كوهن أشهر الخوارزميات لحل مسألة الإسناد الأمثل، وهي أول طريقة تستغرق زمنا كثير الحدود قطعي لحل هذه المسألة، وأطلق عليها تسمية الخوارزمية المجرية. يعدّ مقاله «الطريقة المجرية لمسألة الإسناد» 1955 نموذج أسلوبًا في المحتوى وفي العرض لوصف خوارزميات الإمثال التوافقي. ابتداء من 2006، تمنح مجلة Naval Research Logistics الجائزة السنوية Kuhn Award لمكافأة أفضل مقال نشر في هذه المجلة على مدار الثلاث سنوات الأخيرة وهذا اعتراف وتقدير لمقال كوهن. يقول الأخير في هذا الشأن:
"يسرني للغاية أن «الطريقة المجرية لمسألة الإسناد» قد تم اختيارها كمقالة تمثل خير ما نشرت مجلة Naval Research Logistics أثناء الخمسين سنة الأولى لها"
و عاد كوهن في مناسبتين، في عام 1956 وحتى في عام 2012 أي 57 سنة فيما بعد، لطرح تنويعات وتصليط أضواء جديدة على الصيغة الأولية للطريقة المجرية، فيصرّ على أن الأداة الجبرية الجوهرية للطريقة كانت متاحة في الأعمال الرائدة لعالمي الرياضيات المجريين دينس كونيغ 1916 وينو أجيرفاري 1931 وخصيصا في عمل الألماني جاكوبي عام 1845 أين استخدم نفس الإجراء تماما ولو لغرض مختلف وهو الحل العددي لمعادلات ديناميكا المنشآت، والأمر أدهش كوهن نفسه حيث صرّح "سبقني جاكوبي بمائة عام" في كلمة ألقاها ببجامعة كونكوديا

## جوائز
حصل على جوائز منها:
- جائزة جون فون نيومان للنظريات (1980)
- زمالة جمعية الاقتصاد القياسي
- زمالة غوغنهايم
- زمالة جمعية الرياضيات الصناعية والتطبيقية.

## وصلات خارجية
- هارولد دبليو كوهن على موقع IMDb (الإنجليزية)
- هارولد دبليو كوهن في قاعدة بيانات الأفلام على الإنترنت لكونه مستشار في الرياضيات ضمن طاقم إخراج الفيلم عقل جميل
- شريط فيديو: استجواب هارولد كون في منزله يوم 16 يوليو 2001 مع إيرف لوستج، بإذن الجمعة المهنية الدولية INFORMS (معهد بحوث العمليات وعلوم الإدارة)